# Saou
Saou település Franciaországban, Drôme megyében. Lakosainak száma 582 fő (2022. január 1.). Saou Aouste-sur-Sye, Aubenasson, Bézaudun-sur-Bîne, Chastel-Arnaud, La Chaudière, Francillon-sur-Roubion, Mornans, Piégros-la-Clastre, Saint-Sauveur-en-Diois és Soyans községekkel határos.

## Népesség
A település népessége az elmúlt években az alábbi módon változott:
| Lakosok száma | 431  | 364  | 378  | 491  | 525  | 541  | 571  | 567  | 565  | 582  |
|               | 1968 | 1982 | 1990 | 2006 | 2013 | 2015 | 2017 | 2019 | 2020 | 2022 |